# لج المكرمي (أفلح اليمن)

تعديل مصدري - تعديل

لج المكرمي هي إحدى قرى عزلة بني يوس بمديرية أفلح اليمن التابعة لمحافظة حجة، بلغ تعداد سكانها 48 نسمة حسب تعداد اليمن لعام 2004.